# Willem van Poitiers
Willem van Poitiers (Frans: Guillaume de Poitiers, Engels: William of Poitiers; vermoedelijk Angers, 17 augustus 1153 - Berkshire, juni 1156) was een prins uit het Huis Plantagenet en in 1154 de beoogde troonopvolger van zijn vader Hendrik II van Engeland.

## Leven

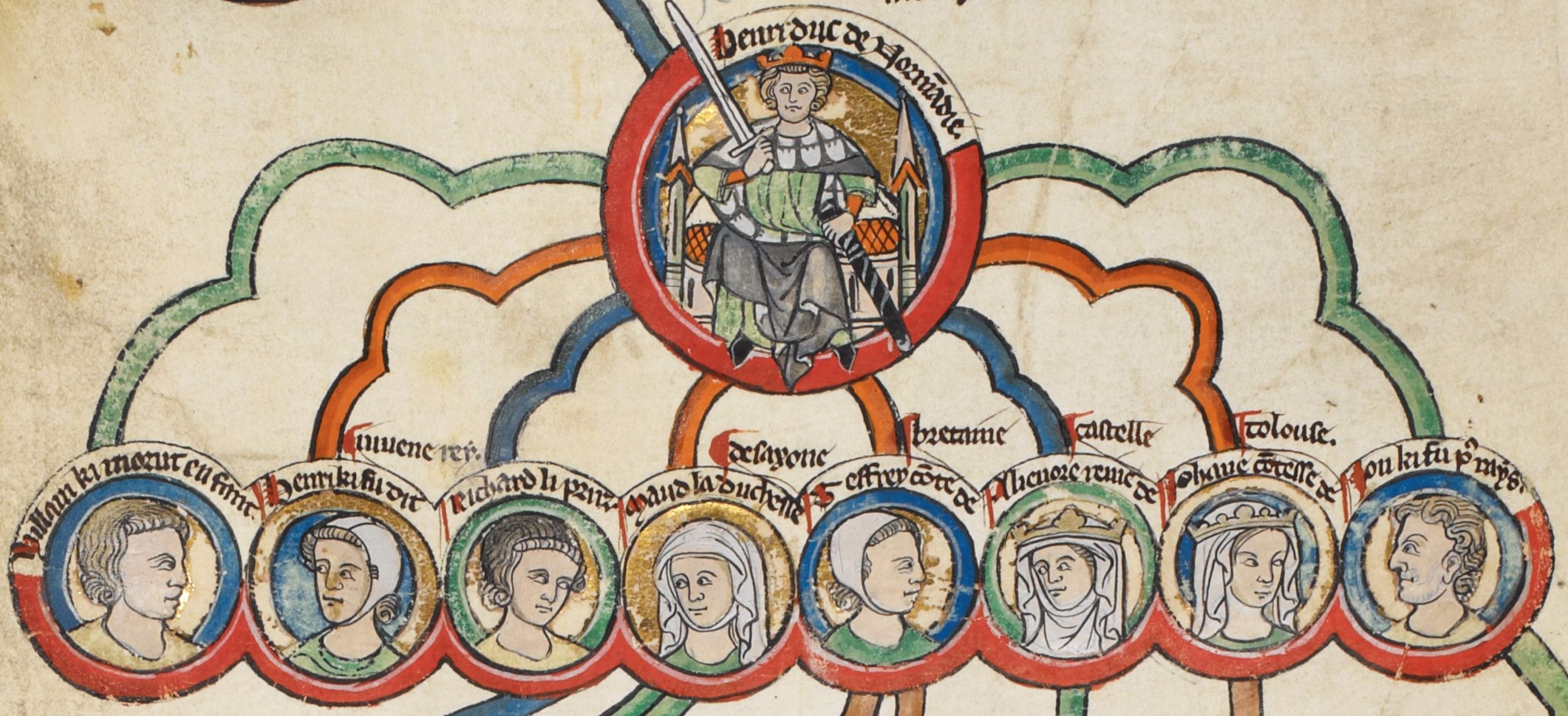
Koning Hendrik II van Engeland en zijn kinderen: in de linkerbenedenhoek Willem (voorstelling uit de 13e eeuw).

Als oudste zoon (primogentius) van de koning Hendrik II van Engeland en hertogin Eleonora van Aquitanië was hij bij het aantreden van zijn vader als koning de beoogde erfgenaam van de Engelse troon en het uitgebreide conglomeraat van gebieden van zijn familie in Frankrijk (zie: Angevijnse Rijk). Zijn geboorteplaats wordt nergens expliciet vermeld, maar men gaat ervan uit dat hij in Angers werd geboren omdat Eleonora daar kort na zijn geboorte in afwezigheid van haar man een hofdag hield. Daarbij willigde ze onder andere "voor het succes van haar man Hendrik [in Engeland]" en "het welbevinden van haar zoon Willem" een petitie van de abt van La Trinité-de-Vendôme in, wat Willems eerst vermelding in een oorkonde was.
Willem werd - in het bijzonder in de oudere historische onderzoek - verkeerdelijk ook als "graaf van Poitiers" aangeduid, in feite was hij omwille van het feit dat hij nog maar ene kind was niet met dit graafschap beleend geworden. Deze naamgeving komt voort uit de opmerking van Robert van Torigni dat het voor het kind Willem "bijna passend was hem graaf van Poitou en hertog van Aquitanië te noemen".
In april 1155 liet Hendrik II zijn Engelse vazallen in Wallingford aan zijn zoon trouw zweren om zo diens opvolging te verzekeren. Willem stierf echter reeds in het voorjaar van 1156 op driejarige leeftijd en werd in de abdij van Reading begraven aan de voeten van zijn grootvader Hendrik I van Engeland.
De volgende hoofderfgenaam werd de in februari 1155 geboren Hendrik de Jongere, die in 1170 ook tot koning van Engeland werd gekroond.